# Pholaseius colliculatus
Pholaseius colliculatus är en spindeldjursart som beskrevs av John Stanley Beard 200. Pholaseius colliculatus ingår i släktet Pholaseius och familjen Phytoseiidae. Inga underarter finns listade i Catalogue of Life.